# El Bayo
El Bayo är en ort i Mexiko.   Den ligger i kommunen Hidalgo och delstaten Michoacán de Ocampo, i den södra delen av landet, 150 km väster om huvudstaden Mexico City. El Bayo ligger 2 546 meter över havet och antalet invånare är 169.
Terrängen runt El Bayo är lite bergig. Runt El Bayo är det ganska tätbefolkat, med 100 invånare per kvadratkilometer. Närmaste större samhälle är Ciudad Hidalgo, 14,9 km norr om El Bayo. I omgivningarna runt El Bayo växer i huvudsak blandskog.